# Manuchiwadi, Chikodi
Manuchiwadi là một làng thuộc tehsil Chikodi, huyện Belgaum, bang Karnataka, Ấn Độ.